# Thomas Velin
Thomas Velin, født 14. april 1975, er en dansk professionel springrytter, bosiddende i Fredensborg. Han har to gange deltaget i de Olympiske lege, hvor han har opnået følgende placeringer i den individuelle konkurrence:
- Sydney: nr. 10
- Athen: nr. 10

begge gange med hesten Equest Carnute.
Ved europamesterskaberne i ridebanespringning har han opnået følgende resultater:
- 2003 (Donauschingen): individuel nr. 55, hold nr. 12 (hest: Equest Carnute)
- 1999 (Hickstead): individuel nr. 30, hold nr. 13 (hest: Equest Carnute)
- 1997 (Mannheim): individuel nr. 56, hold nr. 12 (hest: Quidam de Revel)
- 1996 (Klagenfurt – Young Riders): individuel nr. 5 (hest: Quidam de Revel)
- 1995 (St. Gallen): individuel nr. 48, hold nr. 12 (hest: Quidam de Revel)

Han er blevet danmarksmester i ridebanespringning 1999 på Equest Carnute, 2003 på Godsend du Reverdy og 2004 på Grim St. Clair.
Førsteheste:
1.Chopin Van Het Moleneind, hingst
2. Quidman Denfer, hingst
Tidligere topheste:
1. Quidam de Revel, hingst, Selle Francais (SF), født 1981
Far: Jalisco B (SF)
Mor: Dirka (SF)
Morfar: Nankin (SF)
Morsmorfar: Haphortas (XX)
2. Robin Z II, hingst, Zangersheide (Holstener), født 1987
Far: Ramiro Z (holst.)
Mor: Alpha Z (Z/Hann.(?))
Morfar: Almé (SF)
Morsmorfar: Gotthard (Hann.)

3. Equest Carnute, hingst, Selle Francais (SF), født 1990.
Far: Oberon de Moulin (SF)Mor: Kune (SF)
Morfar: Dynamique (SF)
Morsmorfar: Bouzoulou (XX)
4. Grim St. Clair, hingst, Selle Français (SF)
5. Godsend Du Reverdy, hingst, Selle Français (SF)